# Tirreno–Adriatico 2024
Die Radfernfahrt Tirreno–Adriatico 2024 war die 59. Austragung des italienischen Etappenrennens. Das Radrennen fand vom 4. bis zum 10. März im Rahmen von sieben Etappen statt und war Teil der UCI WorldTour 2024. Im Jahr 2024 wurde die Fernfahrt parallel zu Paris–Nizza ausgetragen.
Den Gesamtsieg sicherte sich der Däne Jonas Vingegaard (Team Visma-Lease a Bike), der zwei Etappen gewinnen konnte und sich auch in der Bergwertung durchsetzte. Dahinter folgte Juan Ayuso (UAE Team Emirates) mit einem Rückstand von einer Minute und 24 Sekunden. Der erst 21-jährige Spanier sicherte sich zugleich die Nachwuchswertung. Der dritte Gesamtrang ging an den Australier Jai Hindley (Bora-hansgrohe) mit einem Rückstand von einer Minute und 52 Sekunden. Mit zwei Etappensiegen entschied Jonathan Milan (Lidl-Trek) die Punktewertung für sich, während sich das UAE Team Emirates in der Mannschaftswertung durchsetzte.

## Streckenführung
Insgesamt legten die Fahrer auf den sieben Etappen 1118 Kilometer zurück. Es standen fünf hüglige und eine Bergetappe mit Bergankunft sowie ein Einzelzeitfahren am Programm. Die Strecke führte von Lido di Camaiore an der tyrrhenischen Küste nach San Benedetto del Tronto an der adriatischen Küste. Dazwischen musste der Apennin überquert werden. Als Zielorte im Landesinneren dienten Follonica, Gualdo Tadino, Giulianova, Valle Castellana, sowie der Monte Petrano (1088 m). Der höchste Punkt der Fernfahrt wurde auf der 1536 Meter hohen Forca di Presta auf der vierten Etappe erreicht.
| Etappe         | Datum             | Strecke                                             | Typ                 | km   |
| -------------- | ----------------- | --------------------------------------------------- | ------------------- | ---- |
| 1              | Mo, 4. März 2024  | Lido di Camaiore – Lido di Camaiore                 | Einzelzeitfahren    | 10   |
| 2              | Di, 5. März 2024  | Camaiore – Follonica                                | Mittelgebirgsetappe | 198  |
| 3              | Mi, 6. März 2024  | Volterra – Gualdo Tadino                            | Mittelgebirgsetappe | 225  |
| 4              | Do, 7. März 2024  | Arrone – Giulianova                                 | Hochgebirgsetappe   | 207  |
| 5              | Fr, 8. März 2024  | Torricella Sicura – Valle Castellana                | Hochgebirgsetappe   | 144  |
| 6              | Sa, 9. März 2024  | Sassoferrato – Monte Petrano                        | Hochgebirgsetappe   | 180  |
| 7              | So, 10. März 2024 | San Benedetto del Tronto – San Benedetto del Tronto | Mittelgebirgsetappe | 154  |
| Gesamtdistanz: | Gesamtdistanz:    | Gesamtdistanz:                                      | Gesamtdistanz:      | 1118 |

## Reglement
Im Rahmen der 59. Auflage wurden Trikots für die Gesamtwertung (blau), Sprintwertung (violett), Bergwertung (grün) und Nachwuchswertung (weiß) vergeben. Zusätzlich gab es eine Teamwertung.
Für die Teamwertung wurden die Zeiten der drei besten Fahrer pro Etappe zusammengezählt. Die Vergabe der Punkte für die Sprint- und Bergwertung sowie der Zeitbonifikationen erfolgte nach folgendem Schema.
|                 |                      | 1. | 2. | 3. | 4. | 5. | 6. | 7. | 8. | 9. | 10. | Platz    |
| Sprintwertung   | Zielankunft          | 12 | 10 | 8  | 7  | 6  | 5  | 4  | 3  | 2  | 1   | Punkte   |
| Sprintwertung   | Zwischensprint       | 5  | 3  | 2  | 1  |    |    |    |    |    |     | Punkte   |
| Bergwertung     | ‘Superior’ Kategorie | 15 | 10 | 7  | 5  | 3  | 2  | 1  |    |    |     | Punkte   |
| Bergwertung     | kategorisiert        | 5  | 3  | 2  | 1  |    |    |    |    |    |     | Punkte   |
| Bonussekununden | Zielankunft          | 10 | 6  | 4  |    |    |    |    |    |    |     | Sekunden |
| Bonussekununden | Zwischensprint       | 3  | 2  | 1  |    |    |    |    |    |    |     | Sekunden |

## Teilnehmende Mannschaften und Fahrer
Neben den 18 UCI WorldTeams starteten auch 7 UCI ProTeams bei dem Etappenrennen. Für jedes Team waren sieben Fahrer startberechtigt.
Als Top-Favoriten galt der amtierende Tour-de-France-Sieger Jonas Vingegaard (Visma-Lease a Bike), der mit Cian Uijtdebroeks, Attila Valter, Steven Kruijswijk und Ben Tulett auf ein starkes Team bauen konnte. Zu seinen größten Herausforderern zählten Juan Ayuso, Isaac Del Toro (beide UAE Team Emirates), Richard Carapaz (EF Education-EasyPost), Enric Mas (Movistar), Tao Geoghegan Hart (Lidl-Trek), Jai Hindley, Daniel Felipe Martínez (beide Bora-hansgrohe), Thomas Pidcock, Thymen Arensman (beide Ineos Grenadiers), Ben O’Connor (Decathlon AG2R La Mondiale), Damiano Caruso (Bahrain Victorious) und Romain Bardet (dsm-firmenich PostNL).
Mit Jasper Philipsen (Alpecin-Deceuninck), Tim Merlier (Soudal Quick-Step), Biniam Girmay (Intermarché-Wanty), Mark Cavendish (Astana Qazaqstan), Jonathan Milan (Lidl-Trek), Caleb Ewan (Jayco AlUla), Søren Wærenskjold, Alexander Kristoff (beide Uno-X Mobility), Phil Bauhaus (Bahrain Victorious) und Casper van Uden (dsm-firmenich PostNL) starteten zudem mehrere endschnelle Fahrer bei der Fernfahrt.
Im Einzelzeitfahren der ersten Etappe galten Filippo Ganna, Magnus Sheffield (beide Ineos Grenadiers) und Mikkel Bjerg (UAE Team Emirates) als mögliche Etappensieger. Weitere bekannte Fahrer, die das Etappenrennen in Angriff nahmen, waren Julian Alaphilippe, Kasper Asgreen (beide Soudal Quick-Step), Ben Healy (EF Education-EasyPost), Romain Grégoire (Groupama-FDJ) und Andreas Leknessund (Uno-X Mobility).
| UCI WorldTeams | UCI WorldTeams                  | UCI WorldTeams | UCI WorldTeams        | UCI WorldTeams | UCI WorldTeams            | UCI ProTeams | UCI ProTeams                 |
| -------------- | ------------------------------- | -------------- | --------------------- | -------------- | ------------------------- | ------------ | ---------------------------- |
| ADC            | Alpecin-Deceuninck              | EFE            | EF Education-EasyPost | DFP            | Team dsm-firmenich PostNL | IPT          | Israel-Premier Tech          |
| ARK            | Arkéa-B&B Hotels                | GFC            | Groupama-FDJ          | JAY            | Team Jayco AlUla          | LDT          | Lotto Dstny                  |
| AST            | Astana Qazaqstan Team           | IGD            | Ineos Grenadiers      | TVL            | Team Visma-Lease a Bike   | Q36          | Q36.5 Pro Cycling Team       |
| TBV            | Bahrain Victorious              | IWA            | Intermarché-Wanty     | UAD            | UAE Team Emirates         | COR          | Team Corratec – Vini Fantini |
| BOH            | Bora-Hansgrohe                  | LTK            | Lidl-Trek             |                |                           | PTK          | Team Polti Kometa            |
| COF            | Cofidis                         | MOV            | Movistar Team         |                |                           | TUD          | Tudor Pro Cycling Team       |
| DAT            | Decathlon AG2R La Mondiale Team | SOQ            | Soudal Quick-Step     |                |                           | UXM          | Uno-X Mobility               |

## Rennverlauf und Etappenergebnisse
Das Einzelzeitfahren der erste Etappe gewann der Spanier Juan Ayuso (UAE Team Emirates), der sich mit einer Sekunde Vorsprung vor Filippo Ganna (Ineos Grenadiers) durchsetzte. Jonas Vingegaard (Visma-Lease a Bike) verlor als Neunter 22 Sekunden. Die weiteren Gesamtklassement-Fahrer wie Jai Hindley, Daniel Felipe Martínez (beide Bora-hansgrohe), Thymen Arensman, Thomas Pidcock (beide Ineos Grenadiers), Ben O’Connor (Decathlon AG2R La Mondiale), Tao Geoghegan Hart (Lidl-Trek) und Enric Mas (Movistar) verloren rund 30 Sekunden auf den Etappensieger, während Richard Carapaz (EF Education-EasyPost) und Cian Uijtdebroeks (Visma-Lease a Bike) bereits einen Rückstand von mehr als einer Minute aufwiesen.
Die zweite Etappe endete in einem Massensprint, den Jasper Philipsen (Alpecin-Deceuninck) vor Tim Merlier (Soudal Quick-Step) und Biniam Girmay (Intermarché-Wanty) gewann.
Auf der dritten Etappe kam es im Finale zu einem Sturz, der durch Jasper Philipsen ausgelöst wurde. Der Belgier kam in einer nassen Rechtskurve im vorderen Teil des Hauptfelds zu Sturz, wodurch das Fahrerfeld geteilt wurde. Im Sprint setzte sich der Deutsche Phil Bauhaus (Bahrain Victorious) vor Jonathan Milan und Kévin Vauquelin (Arkéa-B&B Hotels) durch. Da Filippo Ganna auf den letzten Kilometern viel Zeit verlor, rückte Jonathan Milan auf den zweiten Platz der Gesamtwertung vor und lag nun sechs Sekunden hinter Juan Ayuso.
Die vierte Etappe endete im Sprint aus einer reduzierten Gruppe, in dem sich Jonathan Milan vor Jasper Philipsen und Corbin Strong (Israel-Premier Tech) durchsetzte. Aufgrund der Zeitbonifikationen übernahm der junge Italiener auch die Führung in der Gesamtwertung.
Auf der fünften Etappe lancierte das Team Visma-Lease a Bike im Anstieg von San Giacomo (1160) eine Attacke für ihren Kapitän Jonas Vingegaard. Der Däne griff bereits 29 Kilometer vor dem Ziel an und gewann die Etappe als Solist mit einem Vorsprung von einer Minute und zwölf Sekunden. Hinter dem Dänen bildete sich eine sechs Fahrer umfassende Verfolgergruppe, in der sich Juan Ayuso die weiteren Zeitbonifikationen vor Jai Hindley sicherte. Mit zwei weiteren Sekunden Rückstand erreichten auch Ben O’Connor, Thymen Arensman, Cian Uijtdebroeks und Isaac Del Toro (UAE Team Emirates) das Ziel. Jonas Vingegaard übernahm mit seinem Etappensieg die Führung in der Gesamtwertung und lag nun 54 Sekunden vor Juan Ayuso. Jai Hindley wies als Gesamtdritter bereits einen Rückstand von einer Minute und 20 Sekunden auf. Wenige Sekunden dahinter folgten Thymen Arensman, Ben O’Connor und Isaac Del Toro. Cian Uijtdebroeks lag als siebter der Gesamtwertung bereits mehr als zwei Minuten zurück.
Bei der Bergankunft der sechsten Etappe triumphierte erneut Jonas Vingegaard, nachdem er sich im Schlussanstieg von den restlichen Fahrern hatte absetzen können. 26 Sekunden hinter dem Dänen erreichten Juan Ayuso und Jai Hindley das Ziel, ehe Isaac del Toro mit 36 Sekunden Rückstand folgte. In der Gesamtwertung baute Jonas Vingegaard seinen Vorsprung auf eine Minute und 24 Sekunden aus. Juan Ayuso und Jai Hindley sind auf den Plätzen zwei und drei durch 28 Sekunden getrennt.
Die abschließende siebte Etappe endete in einem Massensprint, den Jonathan Milan vor Alexander Kristoff (Uno-X Mobility) und Davide Cimolai (Movistar) gewann. In der Gesamtwertung kam es zu keinen nennenswerten Veränderungen.

### Etappe 1: Lido di Camaiore – Lido di Camaiore (10 km)
Die erste Etappe wurde im Rahmen eines Einzelzeitfahren mit Start und Ziel in Lido di Camaiore ausgetragen. Wie im Vorjahr fand der Start auf der Viale John Fitzgerald Kennedy statt. Dieses Mal bogen sie jedoch links auf die Küstenstraße ab und folgten dieser bis zum Kanal von Viareggio. Hier folgte eine Wende, ehe die Fahrer auf dem gleichen Weg zum Ziel gelangten, das sich auf der Viale Cristoforo Colombo befand.
| Platz | Fahrer            | Nation | Team                    | Zeit                   |
| ----- | ----------------- | ------ | ----------------------- | ---------------------- |
| 01.   | Juan Ayuso        | ESP    | UAE Team Emirates       | 0:11:24 h (52,63 km/h) |
| 02.   | Filippo Ganna     | ITA    | Ineos Grenadiers        | + 0:01 min             |
| 03.   | Jonathan Milan    | ITA    | Lidl-Trek               | + 0:12 min             |
| 04.   | Ethan Vernon      | GBR    | Israel-Premier Tech     | + 0:13 min             |
| 05.   | Josef Černý       | CZE    | Soudal Quick-Step       | + 0:14 min             |
| 06.   | Søren Wærenskjold | NOR    | Uno-X Mobility          | + 0:15 min             |
| 07.   | Antonio Tiberi    | ITA    | Bahrain Victorious      | + 0:17 min             |
| 08.   | Kévin Vauquelin   | FRA    | Arkéa-B&B Hotels        | + 0:18 min             |
| 09.   | Jonas Vingegaard  | DEN    | Team Visma-Lease a Bike | + 0:22 min             |
| 10.   | Romain Grégoire   | FRA    | Groupama-FDJ            | "                      |

| Platz | Fahrer            | Nation | Team                    | Zeit       |
| ----- | ----------------- | ------ | ----------------------- | ---------- |
| 01.   | Juan Ayuso        | ESP    | UAE Team Emirates       | 0:11:24 h  |
| 02.   | Filippo Ganna     | ITA    | Ineos Grenadiers        | + 0:01 min |
| 03.   | Jonathan Milan    | ITA    | Lidl-Trek               | + 0:12 min |
| 04.   | Ethan Vernon      | GBR    | Israel-Premier Tech     | + 0:13 min |
| 05.   | Josef Černý       | CZE    | Soudal Quick-Step       | + 0:14 min |
| 06.   | Søren Wærenskjold | NOR    | Uno-X Mobility          | + 0:15 min |
| 07.   | Antonio Tiberi    | ITA    | Bahrain Victorious      | + 0:17 min |
| 08.   | Kévin Vauquelin   | FRA    | Arkéa-B&B Hotels        | + 0:18 min |
| 09.   | Jonas Vingegaard  | DEN    | Team Visma-Lease a Bike | + 0:22 min |
| 10.   | Romain Grégoire   | FRA    | Groupama-FDJ            | "          |

### Etappe 2: Camaiore – Follonica (198 km)
Die zweite Etappe führte vom küstennahen Camaiore ins südliche Follonica. Unmittelbar nach dem Start wurde ein nicht-kategorisierter Anstieg nach Montemagno absolviert, ehe es bergab nach Massarosa und weiter nach Pisa ging. In der Ausreißergruppe, di sich in der frühen Rennphase absetzte, waren mit Davide Bais (Polti Kometa), Lorenzo Quartucci, Jan Stöckli (beide Corratec-Vini Fantini) und Filippo Magli (VF Group-Bardiani CSF-Faizanè) vier Fahrer vertreten. Vorbei an Livorno führte die Strecke flach nach Pomaia, wo der erste kategorisierte Anstieg in Angriff genommen wurde. In Castellina Marittima (382 m) überquerten die Fahrer nach 95,4 Kilometern die erste Bergwertung und setzten anschließend ihre Fahrt in Richtung Süden weiter fort. Als erster Fahrer überquerte Davide Bais die Bergwertung und übernahm somit die Führung in der Sonderwertung. Bei Canneto wurde ein weiterer nicht-kategorisierter Anstieg überquert, auf dessen Kuppe bei Kilometer 135,2 der einzige Zwischensprint ausgefahren wurde. Jan Stöckli sicherte sich dort vor seinem Teamkollegen Lorenzo Quartucci die meisten Bonifikationssekunden, ehe alle Ausreißer rund 40 Kilometer vor dem Ziel eingeholt wurden. Nachdem die Fahrer den Zielort Follonica erreicht hatten, mussten sie einen 18,1 Kilometer langen Rundkurs absolvieren, der der flach durch die anliegenden Ortschaften führte.
| Platz | Fahrer            | Nation | Team                      | Zeit                   |
| ----- | ----------------- | ------ | ------------------------- | ---------------------- |
| 01.   | Jasper Philipsen  | BEL    | Alpecin-Deceuninck        | 4:32:07 h (43,65 km/h) |
| 02.   | Tim Merlier       | BEL    | Soudal Quick-Step         | "                      |
| 03.   | Biniam Girmay     | ERI    | Intermarché-Wanty         | "                      |
| 04.   | Axel Zingle       | FRA    | Cofidis                   | "                      |
| 05.   | Amaury Capiot     | BEL    | Arkéa-B&B Hotels          | "                      |
| 06.   | Casper van Uden   | NED    | Team dsm-firmenich PostNL | "                      |
| 07.   | Søren Wærenskjold | NOR    | Uno-X Mobility            | "                      |
| 08.   | Giovanni Lonardi  | ITA    | Team Polti Kometa         | "                      |
| 09.   | Ethan Vernon      | GBR    | Israel-Premier Tech       | "                      |
| 10.   | Jonathan Milan    | ITA    | Lidl-Trek                 | "                      |

| Platz | Fahrer            | Nation | Team                    | Zeit       |
| ----- | ----------------- | ------ | ----------------------- | ---------- |
| 01.   | Juan Ayuso        | ESP    | UAE Team Emirates       | 4:43:31 h  |
| 02.   | Filippo Ganna     | ITA    | Ineos Grenadiers        | + 0:01 min |
| 03.   | Jonathan Milan    | ITA    | Lidl-Trek               | + 0:12 min |
| 04.   | Ethan Vernon      | GBR    | Israel-Premier Tech     | + 0:13 min |
| 05.   | Josef Černý       | CZE    | Soudal Quick-Step       | + 0:14 min |
| 06.   | Søren Wærenskjold | NOR    | Uno-X Mobility          | + 0:15 min |
| 07.   | Antonio Tiberi    | ITA    | Bahrain Victorious      | + 0:17 min |
| 08.   | Kévin Vauquelin   | FRA    | Arkéa-B&B Hotels        | + 0:18 min |
| 09.   | Jonas Vingegaard  | DEN    | Team Visma-Lease a Bike | + 0:22 min |
| 10.   | Romain Grégoire   | FRA    | Groupama-FDJ            | "          |

### Etappe 3: Volterra – Gualdo Tadino (225 km)
Die dritte Etappe startete in Volterra und führte über hügliges Terrain ins östliche Gualdo Tadino. Mit Samuele Zoccarato (VF Group-Bardiani CSF-Faizanè) und Jan Stöckli (Corratec-Vini Fantini) setzten sich zwei Fahrer in der frühen Rennphase vom Hauptfeld ab. Über Poggibonsi, Siena und Castiglione del Lago gelangten die Fahrer zum Trasimenischen See, den sie im Süden passierten. Hier wurde nach 140,9 Kilometern ein Zwischensprint in Sant’Arcangelo ausgefahren, bei dem sich Jan Stöckli durchsetzte, ehe sich Neilson Powless (EF Education-EasyPost) die verbliebene Bonussekunde im Peloton sicherte. Im Anschluss wurde Perugia im Süden umfahren, ehe die Strecke vor Assisi gen Norden drehte und zur einzigen Bergwertung des Tages führte, die in Casacastalda (518 m) 16 Kilometer vor dem Ziel abgenommen wurde. Da die Ausreißer zu diesem Zeitpunkt bereits eingeholt worden waren, holte Richard Carapaz (EF Education-EasyPost) vor seinen Teamkollegen Ben Healy, Alberto Bettiol und Neilson Powless die meisten Punkte. Nach einer kurzen flachen Abfahrt begann die Straße in Cerasa wieder leicht anzusteigen, ehe die letzten Kilometer nach Gualdo Tadino führten. Der Zielstrich befand sich auf der leicht ansteigenden Viale Mancini vor dem Monumento ai Caduti. In der letzten Kurve kam es rund 300 Meter vor dem Ziel zu einem Sturz im vorderen Teil des Feldes, der durch Jasper Philipsen (Alpecin-Deceuninck) ausgelöst wurde.
| Platz | Fahrer           | Nation | Team                            | Zeit                   |
| ----- | ---------------- | ------ | ------------------------------- | ---------------------- |
| 01.   | Phil Bauhaus     | GER    | Bahrain Victorious              | 5:25:51 h (41,43 km/h) |
| 02.   | Jonathan Milan   | ITA    | Lidl-Trek                       | "                      |
| 03.   | Kévin Vauquelin  | FRA    | Arkéa-B&B Hotels                | "                      |
| 04.   | Alberto Bettiol  | ITA    | EF Education-EasyPost           | "                      |
| 05.   | Andrea Vendrame  | ITA    | Decathlon AG2R La Mondiale Team | "                      |
| 06.   | Simone Velasco   | ITA    | Astana Qazaqstan Team           | "                      |
| 07.   | Damiano Caruso   | ITA    | Bahrain Victorious              | "                      |
| 08.   | Marius Mayrhofer | GER    | Tudor Pro Cycling Team          | "                      |
| 09.   | Kevin Vermaerke  | USA    | Team dsm-firmenich PostNL       | "                      |
| 10.   | Nikias Arndt     | GER    | Bahrain Victorious              | "                      |

| Platz | Fahrer           | Nation | Team                      | Zeit       |
| ----- | ---------------- | ------ | ------------------------- | ---------- |
| 01.   | Juan Ayuso       | ESP    | UAE Team Emirates         | 10:09:22 h |
| 02.   | Jonathan Milan   | ITA    | Lidl-Trek                 | + 0:06 min |
| 03.   | Kévin Vauquelin  | FRA    | Arkéa-B&B Hotels          | + 0:14 min |
| 04.   | Antonio Tiberi   | ITA    | Bahrain Victorious        | + 0:17 min |
| 05.   | Jonas Vingegaard | DEN    | Team Visma-Lease a Bike   | + 0:22 min |
| 06.   | Romain Grégoire  | FRA    | Groupama-FDJ              | "          |
| 07.   | Jai Hindley      | AUS    | Bora-hansgrohe            | + 0:24 min |
| 08.   | Neilson Powless  | USA    | EF Education-EasyPost     | + 0:26 min |
| 09.   | Max Poole        | GBR    | Team dsm-firmenich PostNL | "          |
| 10.   | Lennard Kämna    | GER    | Bora-hansgrohe            | "          |

### Etappe 4: Arrone – Giulianova (207 km)
Die vierte Etappe führte von Arrone nach Giulianova und passierte dabei den Valico di Castelluccio, der mit einer Höhe von 1521 Metern die höchsten Bergwertung der Fernfahrt darstellte. Nach dem Start führte die Strecke über Sant’Anatolia di Narco, Borgo Cerreto und Serravalle nach Norcia, wo die Auffahrt auf den Valico di Castelluccio begann. Dieser wies auf einer Länge von 17 Kilometern eine durchschnittliche Steigung von 5 % auf und wurde nach 69,3 Kilometern überquert. Die meisten Punkte der Bergwertung sicherte sich der Däne Alexander Kamp (Tudor), der sich in der frühen Rennphase gemeinsam mit Lorenzo Quartucci (Corratec-Vini Fantini), Davide Bais, Mirco Maestri (beide Polti Kometa), Jonas Abrahamsen (Uno-X Mobility) und Alex Tolio (VF Group-Bardiani CSF-Faizanè) vom Hauptfeld abgesetzt hatte. Nachdem auf der Kuppe überquert worden war, folgte ein kurzes Plateau, sowie eine kurze Gegensteigung auf die Forca di Presta (1536 m), wo jedoch keine Bergwertung abgenommen wurde. Die anschließende Abfahrt führte über Acquasanta Terme und Ascoli Piceno, ehe eine nicht-kategorisierte Steigung nach Maltignano befahren wurde. Nun führte die Strecke über Sant’Egidio alla Vibrata, Garrufo und Nereto nach Giulianova, wo die Fahrer die adriatische Küste erreichten. Auf der Via XXIV Maggio begann die Straße nun wieder zu steigen, bevor die Viale Vittorio Veneto zum Ziel auf der Via Antonio Gramsci führte. Nach der ersten Zieldurchfahrt folgte ein 22,7 Kilometer langer Rundkurs, auf dem in Mosciano Sant’Angelo, 14 Kilometer vor dem Ziel, ein Zwischensprint ausgefahren wurde. Mirco Maestri sicherte sich die meisten Punkte, ehe er gemeinsam mit Jonas Abrahamsen und Alexander Kamp erst auf den letzten Kilometern eingeholt wurde.
| Platz | Fahrer              | Nation | Team                   | Zeit                   |
| ----- | ------------------- | ------ | ---------------------- | ---------------------- |
| 01.   | Jonathan Milan      | ITA    | Lidl-Trek              | 4:56:44 h (41,85 km/h) |
| 02.   | Jasper Philipsen    | BEL    | Alpecin-Deceuninck     | "                      |
| 03.   | Corbin Strong       | NZL    | Israel-Premier Tech    | "                      |
| 04.   | Biniam Girmay       | ERI    | Intermarché-Wanty      | "                      |
| 05.   | Axel Zingle         | FRA    | Cofidis                | "                      |
| 06.   | Marius Mayrhofer    | GER    | Tudor Pro Cycling Team | "                      |
| 07.   | Jonas Abrahamsen    | NOR    | Uno-X Mobility         | "                      |
| 08.   | Iván García Cortina | ESP    | Movistar Team          | "                      |
| 09.   | Julian Alaphilippe  | FRA    | Soudal Quick-Step      | "                      |
| 10.   | Antonio Tiberi      | ITA    | Bahrain Victorious     | "                      |

| Platz | Fahrer           | Nation | Team                      | Zeit       |
| ----- | ---------------- | ------ | ------------------------- | ---------- |
| 01.   | Jonathan Milan   | ITA    | Lidl-Trek                 | 15:06:02   |
| 02.   | Juan Ayuso       | ESP    | UAE Team Emirates         | + 0:04 min |
| 03.   | Kévin Vauquelin  | FRA    | Arkéa-B&B Hotels          | + 0:18 min |
| 04.   | Antonio Tiberi   | ITA    | Bahrain Victorious        | + 0:21 min |
| 05.   | Jonas Vingegaard | DEN    | Team Visma-Lease a Bike   | + 0:26 min |
| 06.   | Romain Grégoire  | FRA    | Groupama-FDJ              | "          |
| 07.   | Jai Hindley      | AUS    | Bora-hansgrohe            | + 0:28 min |
| 08.   | Neilson Powless  | USA    | EF Education-EasyPost     | + 0:30 min |
| 09.   | Max Poole        | GBR    | Team dsm-firmenich PostNL | "          |
| 10.   | Lennard Kämna    | GER    | Bora-hansgrohe            | "          |

### Etappe 5: Torricella Sicura – Valle Castellana (144 km)
Die fünfte Etappe startete in Torricella Sicura und führte über mehrere Anstieg nach Valle Castellana, wo sich das Ziel am Ende einer kurzen Steigung befand. Nachdem das Rennen bei Teramo freigegeben worden war, setzten sich mit Filippo Ganna (Ineos Grenadiers), Kasper Asgreen (Soudal Quick-Step), Iván García Cortina (Movistar), Andrea Vendrame (Decathlon AG2R La Mondiale), Alessandro De Marchi (Jayco AlUla), Clément Davy (Groupama-FDJ), Magnus Cort Nielsen (Uno-X Mobility), Simon Clarke (Israel-Premier Tech), Damien Howson (Q36.5), Niccolò Bonifazio (Corratec-Vini Fantini) zehn Fahrer vom Hauptfeld ab. Die Strecke führte nun über Montorio al Vomano nach Penna Sant’Andrea, das sich in einem rund sieben Kilometer langen nicht-kategorisierten Anstieg befand. Nach der anschließenden Abfahrt wurde Castelnuovo Vomano erreicht, ehe die Steigung nach Castellalto in Angriff genommen wurde. Hier wurde bei Kilometer 54,8 die erste Bergwertung abgenommen, die Damien Howson als Erster überquerte. Nun setzten die Fahrer ihre Fahrt in Richtung Norden fort und überquerten bei Bellante einen weiteren Anstieg. Im Anschluss wurden die Ortschaften Sant’Onofrio und Piancarani passiert, ehe nach 88,7 Kilometern ein Zwischensprint in Campli ausgefahren wurde. Filippo Ganna sicherte sich die meisten Zeitbonifikationen, spielte im Gesamtklassement jedoch keine Rolle mehr. Bei Bivio Campli erreichten die Fahrer ein kurzes Plateau, dem sie in nördlicher Fahrtrichtung bis Villa Lempa folgten. Nun beginnt die Straße wieder anzusteigen und führte über die SP54, SP54a und SP53 nach San Giacomo (Monte Piselli), einem kleinen Bergdorf, das auf einer Höhe von 1160 Metern liegt. Mit einer Länge von 11,9 Kilometern und einer durchschnittlichen Steigung von 6,2 % war dieser Anstieg als Bergwertung der ‘Superior’ Kategorie klassifiziert worden. Zu Beginn des Anstiegs wurden die Ausreißer vom Peloton gestellt, ehe das Team Visma-Lease a Bike einen Angriff von Jonas Vingegaard vorbereitete. 29 Kilometer vor Ziel griff der Däne an und konnte sich rasch von den anderen Gesamtklassement-Fahrern absetzten. Nachdem er die Kuppe 23,6 Kilometer vor dem Ziel überquert hatte, nahm er die Abfahrt nach Cesano als Solist in Angriff. Hinter dem Spitzenreiter bildete sich eine sieben Fahrer umfassende Verfolgergruppe, wobei Iván Sosa (Movistar), nachdem er sich in einer Kurve versteuert hatte, weiter zurückfiel. Auf den letzten neun Kilometern stieg die Straße stetig an und führte vorbei am Lago di Talvacchia zum Zielort Valle Castellana, wo sich das Ziel auf der SP49 neben der Chiesa della SS. Annunziata di Stornazzano befand.
| Platz | Fahrer            | Nation | Team                            | Zeit                   |
| ----- | ----------------- | ------ | ------------------------------- | ---------------------- |
| 01.   | Jonas Vingegaard  | DEN    | Team Visma-Lease a Bike         | 3:28:27 h (41,44 km/h) |
| 02.   | Juan Ayuso        | ESP    | UAE Team Emirates               | + 1:12 min             |
| 03.   | Jai Hindley       | AUS    | Bora-hansgrohe                  | "                      |
| 04.   | Ben O’Connor      | AUS    | Decathlon AG2R La Mondiale Team | + 1:14 min             |
| 05.   | Thymen Arensman   | NED    | Ineos Grenadiers                | "                      |
| 06.   | Cian Uijtdebroeks | BEL    | Team Visma-Lease a Bike         | "                      |
| 07.   | Isaac Del Toro    | MEX    | UAE Team Emirates               | "                      |
| 08.   | Thomas Pidcock    | GBR    | Ineos Grenadiers                | + 2:52 min             |
| 09.   | Kévin Vauquelin   | FRA    | Arkéa-B&B Hotels                | "                      |
| 10.   | Romain Grégoire   | FRA    | Groupama-FDJ                    | "                      |

| Platz | Fahrer            | Nation | Team                            | Zeit       |
| ----- | ----------------- | ------ | ------------------------------- | ---------- |
| 01.   | Jonas Vingegaard  | DEN    | Team Visma-Lease a Bike         | 18:34:45 h |
| 02.   | Juan Ayuso        | ESP    | UAE Team Emirates               | + 0:54 min |
| 03.   | Jai Hindley       | AUS    | Bora-hansgrohe                  | + 1:20 min |
| 04.   | Thymen Arensman   | NED    | Ineos Grenadiers                | + 1:29 min |
| 05.   | Ben O’Connor      | AUS    | Decathlon AG2R La Mondiale Team | + 1:32 min |
| 06.   | Isaac Del Toro    | MEX    | UAE Team Emirates               | + 1:34 min |
| 07.   | Cian Uijtdebroeks | BEL    | Team Visma-Lease a Bike         | + 2:12 min |
| 08.   | Kévin Vauquelin   | FRA    | Arkéa-B&B Hotels                | + 2:54 min |
| 09.   | Antonio Tiberi    | ITA    | Bahrain Victorious              | + 2:57 min |
| 10.   | Romain Grégoire   | FRA    | Groupama-FDJ                    | + 3:02 min |

### Etappe 6: Sassoferrato – Monte Petrano (180 km)
Die sechste Etappe startete in Sassoferrato und ging mit der einzigen Bergankunft auf dem Monte Petrano (1088 m) zu Ende. Die ersten 10 Kilometer führten leicht ansteigend nach Arcevia, ehe die Fahrer den nicht-kategorisierten Passo di Sterleto überquerten und die Ortschaften San Lorenzo in Campo und Pergola durchfuhren. Bei Serra Sant’Abbondio begann die Auffahrt zur Bergwertung La Forchetta (781 m), die nach 66,9 Kilometern unweit der Fonte Avellana erreicht wurde. Hier sicherte sich Ben Healy (EF Education-EasyPost) die meisten Punkte vor seinem Teamkollegen Richard Carapaz. Die beiden befanden sich zu diesem Zeitpunkt in einer zehn Fahrer umfassenden Ausreißergruppe, in der auch Julian Alaphilippe (Soudal Quick-Step), Michał Kwiatkowski (Ineos Grenadiers) und Andreas Leknessund (Uno-X Mobility) vertreten waren. Über Frontone und Cagli ging es im Anschluss nach Acqualagna, wo ein kurze nicht-kategorisierte Steigung zur Chiesa San Gregorio Magno führte. Im weiteren Rennverlauf wurden Fermignano und Urbania durchfahren, ehe eine weitere nicht-kategorisierte Steigung vor Piobbico überquert wurde. In Serravalle di Carda erfolgte nach 140,6 Kilometern der einzige Zwischensprint, der sich am Ende eines Anstiegs auf einer Höhe von 770 Metern befand. Die beiden EF Education-EasyPost-Fahrer sicherten sich die meisten Bonussekunden während die Fluchtgruppe allmählich zerfiel. Nach der anschließenden Abfahrt wurde Pianello erreicht, von wo aus eine kurze Steigung nach Moria (590 m) führte. Hier wurde nach 153,7 Kilometern eine weitere Bergwertung abgenommen, die der Norweger Andreas Leknessund vor Richard Carapaz passierte. Nun führte die Strecke um den Monte Petrano zurück nach Cagli. Der Schlussanstieg auf den Monte Petrano wies auf einer Länge von 10,1 Kilometern eine Durchschnittsteigung von 8 % auf und war als Bergwertung der ‘Superior’ Kategorie klassifiziert worden.
| Platz | Fahrer            | Nation | Team                            | Zeit                   |
| ----- | ----------------- | ------ | ------------------------------- | ---------------------- |
| 01.   | Jonas Vingegaard  | DEN    | Team Visma-Lease a Bike         | 4:31:57 h (39,71 km/h) |
| 02.   | Juan Ayuso        | ESP    | UAE Team Emirates               | + 0:26 min             |
| 03.   | Jai Hindley       | AUS    | Bora-hansgrohe                  | "                      |
| 04.   | Isaac Del Toro    | MEX    | UAE Team Emirates               | + 0:36 min             |
| 05.   | Thomas Pidcock    | GBR    | Ineos Grenadiers                | + 0:42 min             |
| 06.   | Ben O’Connor      | AUS    | Decathlon AG2R La Mondiale Team | "                      |
| 07.   | Lennard Kämna     | GER    | Bora-hansgrohe                  | + 0:46 min             |
| 08.   | Thymen Arensman   | NED    | Ineos Grenadiers                | "                      |
| 09.   | Cian Uijtdebroeks | BEL    | Team Visma-Lease a Bike         | + 0:48 min             |
| 10.   | Wout Poels        | NED    | Bahrain Victorious              | + 1:14 min             |

| Platz | Fahrer            | Nation | Team                            | Zeit       |
| ----- | ----------------- | ------ | ------------------------------- | ---------- |
| 01.   | Jonas Vingegaard  | DEN    | Team Visma-Lease a Bike         | 23:06:32 h |
| 02.   | Juan Ayuso        | ESP    | UAE Team Emirates               | + 1:24 min |
| 03.   | Jai Hindley       | AUS    | Bora-hansgrohe                  | + 1:52 min |
| 04.   | Isaac Del Toro    | MEX    | UAE Team Emirates               | + 2:20 min |
| 05.   | Ben O’Connor      | AUS    | Decathlon AG2R La Mondiale Team | + 2:24 min |
| 06.   | Thymen Arensman   | NED    | Ineos Grenadiers                | + 2:25 min |
| 07.   | Cian Uijtdebroeks | BEL    | Team Visma-Lease a Bike         | + 3:10 min |
| 08.   | Lennard Kämna     | GER    | Bora-hansgrohe                  | + 4:02 min |
| 09.   | Thomas Pidcock    | GBR    | Ineos Grenadiers                | + 4:05 min |
| 10.   | Kévin Vauquelin   | FRA    | Arkéa-B&B Hotels                | + 4:24 min |

### Etappe 7: San Benedetto del Tronto – San Benedetto del Tronto (154 km)
Die siebte und letzte Etappe startete und endete in San Benedetto del Tronto. Die erste Hälfte der Strecke führte auf einer rund 80 Kilometer langen Schleife ins hüglige Hinterland, wo nach 42 Kilometern eine Bergwertung in Montedinove (515 m) abgenommen wurde. Die meisten Punkte sicherte sich Antonio Tiberi (Bahrain Victorious), der sich gemeinsam mit seinem Teamkollegen Damiano Caruso, sowie Ben Healy, Georg Steinhauser (beide EF Education-EasyPost), Alessandro de Marchi (Jayco AlUla) und Luke Rowe (Ineos Grenadiers) in der Fluchtgruppe befand. In diesem Streckenabschnitt wurden auch die Ortschaften Monteprandone, Offida, Montalto delle Marche, Cossignano und Ripatransone durchfahren. Nach 81,2 gefahrenen Kilometern erfolgte die erste Zieldurchfahrt, ehe ein 14,5 Kilometer langer Rundkurs fünf Mal absolviert werden musste. Dieser war flach und beinhaltete nur wenige Kurven. Der Zielstrich befand sich neben dem Rotonda Giorgini. Im Einzigen Zwischensprint (Kilometer 110,3) setzte sich Ben Healy vor Antonio Tiberi und Damiano Caruso durch.
| Platz | Fahrer                | Nation | Team                            | Zeit                   |
| ----- | --------------------- | ------ | ------------------------------- | ---------------------- |
| 01.   | Jonathan Milan        | ITA    | Lidl-Trek                       | 3:15:51 h (47,17 km/h) |
| 02.   | Alexander Kristoff    | NOR    | Uno-X Moibilty                  | "                      |
| 03.   | Davide Cimolai        | ITA    | Movistar Team                   | "                      |
| 04.   | Jasper Philipsen      | BEL    | Alpecin-Deceuninck              | "                      |
| 05.   | Stanisław Aniołkowski | POL    | Cofidis                         | "                      |
| 06.   | Amaury Capiot         | BEL    | Arkéa-B&B Hotels                | "                      |
| 07.   | Andrea Vendrame       | ITA    | Decathlon AG2R La Mondiale Team | "                      |
| 08.   | Giovanni Lonardi      | ITA    | Team Polti Kometa               | "                      |
| 09.   | Clément Venturini     | FRA    | Arkéa-B&B Hotels                | "                      |
| 10.   | Enrico Zanoncello     | ITA    | VF Group-Bardiani CSF-Faizanè   | "                      |

| Platz | Fahrer            | Nation | Team                            | Zeit       |
| ----- | ----------------- | ------ | ------------------------------- | ---------- |
| 01.   | Jonas Vingegaard  | DEN    | Team Visma-Lease a Bike         | 26:22:23 h |
| 02.   | Juan Ayuso        | ESP    | UAE Team Emirates               | + 1:24 min |
| 03.   | Jai Hindley       | AUS    | Bora-hansgrohe                  | + 1:52 min |
| 04.   | Isaac Del Toro    | MEX    | UAE Team Emirates               | + 2:20 min |
| 05.   | Ben O’Connor      | AUS    | Decathlon AG2R La Mondiale Team | + 2:24 min |
| 06.   | Thymen Arensman   | NED    | Ineos Grenadiers                | + 2:25 min |
| 07.   | Cian Uijtdebroeks | BEL    | Team Visma-Lease a Bike         | + 3:10 min |
| 08.   | Lennard Kämna     | GER    | Bora-hansgrohe                  | + 4:02 min |
| 09.   | Thomas Pidcock    | GBR    | Ineos Grenadiers                | + 4:05 min |
| 10.   | Kévin Vauquelin   | FRA    | Arkéa-B&B Hotels                | + 4:24 min |

## Vergabe der UCI-Punkte
Tirreno–Adriatico war Teil der UCI WorldTour 2024. Während des Rennens wurden UCI-Punkte vergeben, die sich auf die Platzierung der Fahrer und Mannschaften im UCI Ranking auswirkten. Die Punktevergabe erfolgte nach folgendem Schlüssel:
| Platzierung    | 1.  | 2.  | 3.  | 4.  | 5.  | 6.  | 7.  | 8.  | 9.  | 10. | Anmerkung                               |
| -------------- | --- | --- | --- | --- | --- | --- | --- | --- | --- | --- | --------------------------------------- |
| Gesamtwertung  | 500 | 400 | 325 | 275 | 225 | 175 | 150 | 125 | 100 | 85  | gestaffelt bis zum 60. Platz (3 Punkte) |
| Punktewertung  | 10  | —   | —   | —   | —   | —   | —   | —   | —   | —   |                                         |
| Bergwertung    | 10  | —   | —   | —   | —   | —   | —   | —   | —   | —   |                                         |
| Etappenwertung | 60  | 40  | 30  | 25  | 20  | 15  | 10  | 8   | 5   | 2   |                                         |
| Führung        | 10  | —   | —   | —   | —   | —   | —   | —   | —   | —   | Gesamtführender nach jeder Etappe       |

## Wertungen im Verlauf
| Etappe         | Etappensieger    | Gesamtwertung    | Punktewertung  | Bergwertung      | Nachwuchswertung | Teamwertung       |
| -------------- | ---------------- | ---------------- | -------------- | ---------------- | ---------------- | ----------------- |
| 1              | Juan Ayuso       | Juan Ayuso       | Juan Ayuso     | nicht vergeben   | Juan Ayuso       | UAE Team Emirates |
| 2              | Jasper Philipsen | Juan Ayuso       | Juan Ayuso     | Davide Bais      | Juan Ayuso       | UAE Team Emirates |
| 3              | Phil Bauhaus     | Juan Ayuso       | Jonathan Milan | Richard Carapaz  | Juan Ayuso       | UAE Team Emirates |
| 4              | Jonathan Milan   | Jonathan Milan   | Jonathan Milan | Davide Bais      | Jonathan Milan   | UAE Team Emirates |
| 5              | Jonas Vingegaard | Jonas Vingegaard | Jonathan Milan | Jonas Vingegaard | Juan Ayuso       | UAE Team Emirates |
| 6              | Jonas Vingegaard | Jonas Vingegaard | Juan Ayuso     | Jonas Vingegaard | Juan Ayuso       | UAE Team Emirates |
| 7              | Jonathan Milan   | Jonas Vingegaard | Jonathan Milan | Jonas Vingegaard | Juan Ayuso       | UAE Team Emirates |
| Wertungssieger | Wertungssieger   | Jonas Vingegaard | Jonathan Milan | Jonas Vingegaard | Juan Ayuso       | UAE Team Emirates |